# Shahrestān-e Bonāb
Shahrestān-e Bonāb (persiska: شهرستان بناب, بناب) är en delprovins (shahrestan) i Iran.   Den ligger i provinsen Östazarbaijan, i den nordvästra delen av landet, 500 km väster om huvudstaden Teheran.
Delprovinsen hade 134 892 invånare 2016.